# John C. H. Lee

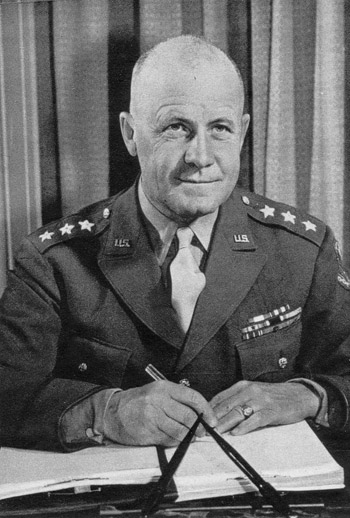
John C. H. Lee

John Clifford Hodges Lee  (* 1. August 1887 in Junction City, Geary County, Kansas; † 30. August 1958 in York, York County, Pennsylvania) war ein Generalleutnant der United States Army. Er war unter anderem Kommandeur der 2. Infanteriedivision.
In den Jahren 1905 bis 1909 durchlief Lee die United States Military Academy in West Point. Nach seiner Graduation wurde er als Leutnant den Pionieren zugeteilt. In der Armee durchlief er anschließend alle Offiziersränge vom Leutnant bis zum Drei-Sterne-General.
In seinen jüngeren Jahren absolvierte er den für Offiziere in den niederen Rangstufen üblichen Dienst in verschiedenen Einheiten und Standorten. Als Pionier (Engineer) gehörten der Hochwasserschutz, der Ausbau von Hafenanlagen und deren militärischer Verteidigung und Flussregulierungen sowie der Bau von Schleusen und Stauwerken zu seinem Aufgabenbereich.
In den Jahren vor dem Ersten Weltkrieg war er unter anderem in der Panamakanalzone stationiert. Zu jener Zeit befand sich der Kanal noch im Bau. Andere Versetzungen führten ihn an den oberen Mississippi River und an den Ohio River sowie an die mexikanische Grenze. In den Jahren 1913 und 1915 tat er auf Guam und den Philippinen Dienst.
Zum Zeitpunkt des amerikanischen Eintritts in den Ersten Weltkrieg (April 1917) gehörte Lee zum Stab von General Leonard Wood, der im August das Kommando über die neuaufgestellte 89. Infanteriedivision übernahm. Im Februar 1918 wurde John Lee zum europäischen Kriegsschauplatz in Frankreich versetzt. Wenige Monate später wurde er Leiter der Stabsabteilung G2 (Nachrichtendienste und Sicherheit) der 82. Infanteriedivision, aus der später die 82. Luftlandedivision hervorgehen sollte. Im Juli 1918 kehrte er zur 89. Infanteriedivision zurück, wo er die Stabsabteilung G3 (Operationen) leitete. In der Folge war er an der Schlacht von St. Mihiel und der Maas-Argonnen-Offensive beteiligt. Nach dem Waffenstillstand gehörte Lee mit seiner Division bis Juni 1919 den amerikanischen Besatzungstruppen in Deutschland an, wobei er in Koblenz stationiert war.
Nach seiner Rückkehr in die Vereinigten Staaten wurde er unter anderem Stabsoffizier bei der VI. Corps Area in Chicago. In den Jahren 1923 bis 1926 war er erneut auf den Philippinen eingesetzt. Danach erhielt er das Kommando über den Pionierbezirk in Vicksburg in Mississippi. In seine dortige Dienstzeit fiel die Mississippiflut 1927, mit deren Folgen er sich auseinandersetzen musste. In der Folge überwachte Lee die Umsetzung der von der Bundesregierung beschlossenen Maßnahmen zur Verbesserung des Hochwasserschutzes am Mississippi River und einigen von dessen Nebenflüssen.
In den Jahren 1931 und 1932 absolvierte John Lee das United States Army War College. Danach war er bis 1934 stellvertretender Leiter des Army Industrial Colleges. Im weiteren Verlauf der 1930er Jahre leitete er den Pionierbezirk um die Bundeshauptstadt Washington, D.C. und danach bis 1938 den Bezirk um Philadelphia. Danach erhielt er das Kommando über die North Pacific Division des Pionierkorps mit Sitz in Portland in Oregon. Im Vorfeld des amerikanischen Eintritts in den Zweiten Weltkrieg wurde er nach Fort Mason in Kalifornien versetzt. Das Fort war Hauptquartier des San Francisco Port of Embarkation, über den die Militärtransporte in der Bay Area abgewickelt wurden. Lee wurde als Pionieroffizier mit der Aufsicht über den Ausbau der amerikanischen Pazifikhäfen im Hinblick auf deren militärische Funktion als Nachschubhäfen im Kriegsfall mit Japan betraut. Diese Aufgabe übte er bis zum Oktober 1941 aus.
Bei den großen Militärmanövern in den Jahren 1940 und 1941 in Louisiana hatte sich herausgestellt, dass die 2. Infanteriedivision den geforderten Mindeststandard nicht erfüllte. Daher wurde Lee im November 1941 nach Fort Sam Houston in Texas versetzt, wo er das Kommando über diese Division übernahm. Seine Aufgabe war es, die Division auf den notwendigen Standard zu bringen, um sie kriegstauglich zu machen. Er behielt dieses Amt bis Mai 1942. In diese Zeit fiel am 7. Dezember 1941 der aktive Eintritt der Vereinigten Staaten in den Zweiten Weltkrieg.
In den Jahren 1942 bis 1944 war John Lee im Nachschubsystem für die in Europa und Nordafrika eingesetzten amerikanischen Truppen tätig (Commanding General Services of Supply). Im weiteren Verlauf des Krieges war Lee stellvertretender Kommandeur der militärischen Verwaltung auf dem europäischen Kriegsschauplatz (Deputy Commander in Chief for Administration, European Theater of Operations). Im Jahr 1945 kommandierte er für einige Zeit die Communications Zone, die für logistische Belange vor allem im Nachschubwesen zuständig war. Danach hatte er ebenfalls für kurze Zeit das Kommando über die Theater Services Forces in Europa, die ebenfalls mit logistischen Aufgaben befasst waren. Kurz zusammengefasst diente Lee während des Zweiten Weltkriegs auf dem europäischen Kriegsschauplatz in verschiedenen Positionen im logistischen Bereich.
Zwischen Januar 1946 und September 1947 kommandierte er die im Mittelmeerraum stationierten amerikanischen Bodentruppen. Gleichzeitig war er stellvertretender Kommandeur der dortigen Truppen der Alliierten. Am 31. Dezember 1947 schied er aus dem aktiven Militärdienst aus.
Während seiner letzten Dienstjahre setzte er sich, wenn auch erfolglos, für die Aufhebung der Rassentrennung bei militärischen Einheiten ein. Auf der anderen Seite wurde sein Umgang mit Untergebenen vor allem in den Mannschaftsdienstgraden kritisiert. Damals war sogar von Misshandlungen und Schikanen die Rede. Eine interne Untersuchung sprach ihn aber von den Vorwürfen frei. Allerdings wurde der General, der nicht selten mit seinen Vorgesetzten haderte, als exzentrisch bezeichnet.
John Lee engagierte sich in seinem Ruhestand bei der religiösen Brotherhood of St. Andrew, wo er bis zum Präsidenten der Organisation aufstieg. Er starb am 30. August 1958 und wurde auf dem amerikanischen Nationalfriedhof Arlington beigesetzt.

## Orden und Auszeichnungen
John Lee erhielt im Lauf seiner militärischen Laufbahn unter anderem folgende Auszeichnungen:
- Army Distinguished Service Medal
- Navy Distinguished Service Medal
- Silver Star
- Legion of Merit
- World War I Victory Medal
- Army of Occupation of Germany Medal
- American Defense Service Medal
- European-African-Middle Eastern Campaign Medal
- World War II Victory Medal
- National Defense Service Medal
- Orden der Ehrenlegion (Frankreich)
- Kriegskreuz (Frankreich)
- Order of the British Empire (Großbritannien)
- Ordre du Mérite agricole (Frankreich)
- Seeverdienstorden (Frankreich)
- Kronenorden (Belgien)
- Kriegskreuz (Belgien)
- Bronze Star Medal
- Orden der Eichenkrone (Luxemburg)
- Militär- und Zivildienst-Orden Adolphs von Nassau (Niederlande)
- Kriegskreuz (Luxemburg)
- Orden der Heiligen Mauritius und Lazarus (Italien)
- Ordine Militare d’Italia (Italien)
- Laterankreuz (Vatikan)